# Imre Szekeres

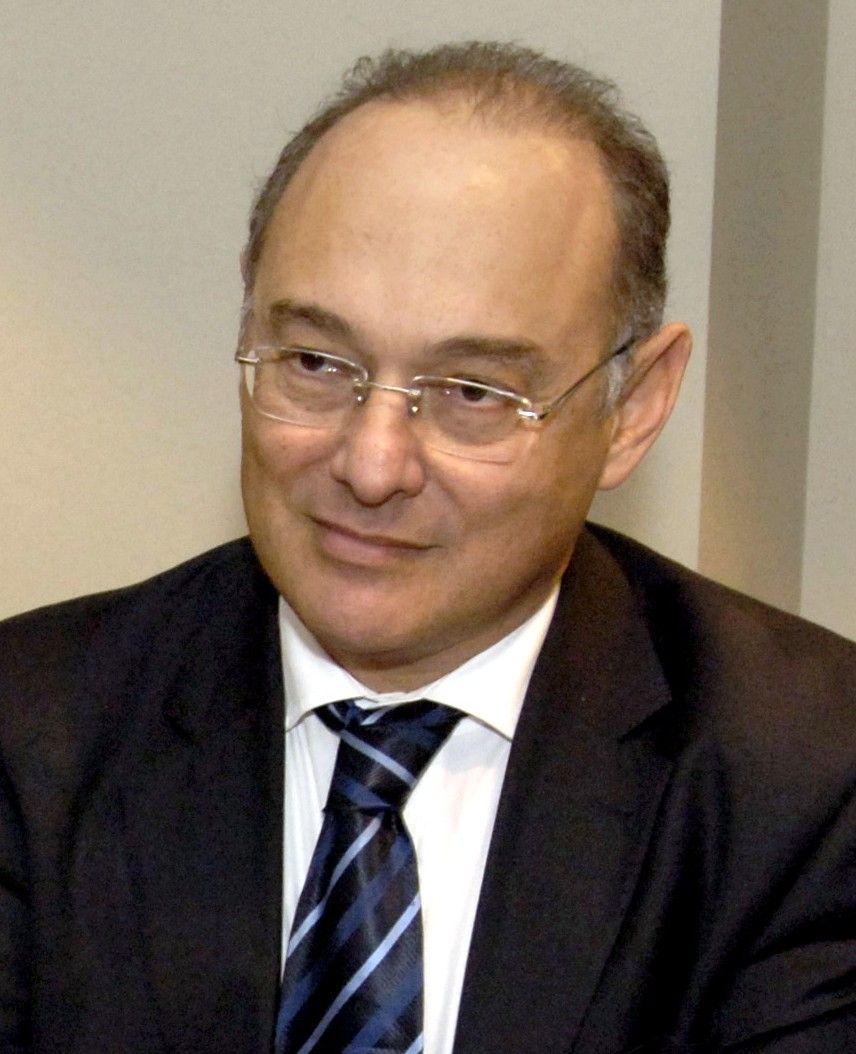
Imre Szekeres 2007

Imre Szekeres (* 9. September 1950 in Szolnok) ist ein ungarischer Politiker der Ungarischen Sozialistischen Partei (MSZP) und war bis Mai 2010 Verteidigungsminister der Republik Ungarn.

## Leben und Ausbildung
Szekeres wuchs zunächst in Jászapáti, wo seine Eltern bereits wenige Monate nach seiner Geburt hin gezogen waren, auf. Dort begann auch seine Schulzeit. Er setzte seine Ausbildung in Kazincbarcika fort und machte 1969 seinen Abschluss mit einer Qualifikation der chemischen Industrie. In Veszprém studierte Imre Szekeres an der „Veszprém University of Chemical Engineering“. Sein Studium schloss er 1974 als Ingenieur ab. 
Szekeres ist seit 1976 verheiratet und Vater von zwei Kindern.

## Politische Karriere

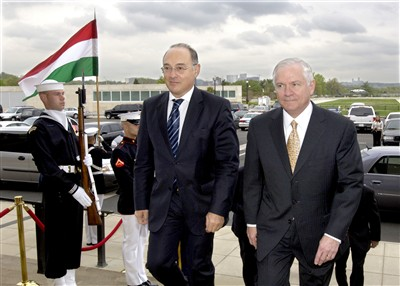
Imre Szekeres und Robert Gates im Jahr 2007

Schon während seines Studiums begann Szekeres im Kommunistischen Jugend Bund an der Universität politisch aktiv zu sein.
Von 1986 bis 1990 war Imre Szekeres der stellvertretende Vorsitzende des Stadtrates von Veszprém. Szekeres ist  Gründungsmitglied der Ungarischen Sozialistischen Partei (MSZP) und er war von 1990 bis 1994 deren geschäftsführender Vizevorsitzender.  Zwischen 1994 und 1998 war er der Fraktionschef seiner Partei und seit 2004 ist er wieder Vizevorsitzender der MSZP. In der Zeit von 2002 bis 2004 war der spätere Verteidigungsminister Imre Szekeres Staatssekretär im Amt des ungarischen Ministerpräsidenten.
Zwischen Juni 2006 und Mai 2010 war er der Verteidigungsminister Ungarns.

### Weitere Funktionen in der MSZP
- Vorsitzender der Wirtschaftsabteilung (2002 - 2007, 2007 -)
- Vizepräsident (März 2003 - Oktober 2004)
- Mitglied der Partei der nationalen Präsidentschaft (September 1998 - März 2003)
- Vizepräsident (Oktober 1994 - September 1998)
- Kampagnenchef (1994, 1998)
- Executive stellvertretender Vorsitzender (November 1990 - Mai 1992, Mai 1992 - Oktober 1994)
- Nationaler Sekretär (Mai 1990 - November 1990)
- Bezirkspräsident von Veszprém (Oktober 1989)

### Funktionen im Parlament
- Vorsitzender des Wirtschaftsausschusses des Parlaments (April 2002 - Mai 2002)
- Haushalt und Finanzen des Parlaments - Vorsitzender (Juni 1998 - Mai 2002)
- EU Integration Unterausschuss des Parlaments - Vorsitzender (Oktober 1998 - Mai 2002)
- Vorsitzender der MSZP Mitglieder des Parlaments (Oktober 1994 - Juni 1998)